# بنيس
بنيس هي قرية في مقاطعة شبستر، إيران. عدد سكان هذه القرية هو 1,609 في سنة 2006.